# Ескикьой (Кавалско)
Ескикьой (на гръцки: Παλαιά Κώμη, Палеа Коми, до 1926 година Εσκή Κιόι, Ески кьой) е бивше село в Гърция, разположено на територията на дем Места (Нестос), административна област Източна Македония и Тракия.

## География
Ескикьой е било разположено в южните поли на Урвил североизточно от Кавала.

## История

### В Османската империя
В XIX век Ескикьой е село в Саръшабанската каза на Османската империя. На австро-унгарската военна карта е отбелязано като Ескикьой (Eskiköj). Съгласно статистиката на Васил Кънчов („Македония. Етнография и статистика“) към 1900 година Ески Кьой е турско селище и в него живеят 200 турци.

### В Гърция
В 1913 година селото попада в Гърция след Междусъюзническата война. През 20-те години турското му население се изселва по споразумението за обмен на население между Гърция и Турция след Лозанския мир и на негово място са заселени 7 семейства гърци бежанци или 16 души. В 1926 година името му е преведено на гръцки като Палеа Коми, тоест Старо село. Жителите му скоро го напускат и се изселват в Перни (Караджакьой).
| Година    | 1913 | 1920 | 1928 | 1940 | 1951 | 1961 | 1971 | 1981 | 1991 | 2001 | 2011 | 2021 |
| --------- | ---- | ---- | ---- | ---- | ---- | ---- | ---- | ---- | ---- | ---- | ---- | ---- |
| Население | 61   | 52   | 26   |      |      |      |      |      |      |      |      |      |